# Dolichopeza pudibunda
Dolichopeza pudibunda är en tvåvingeart som beskrevs av Alexander 1932. Dolichopeza pudibunda ingår i släktet Dolichopeza och familjen storharkrankar. Inga underarter finns listade i Catalogue of Life.